# Ród Corrinów
Ród Corrinów – powieść fantastycznonaukowa z 2001 roku osadzona w Uniwersum Diuny, napisana przez Briana Herberta i Kevina J. Andersona. Akcja książki toczy się przed wydarzeniami opisanymi przez Franka Herberta w oryginalnych Kronikach Diuny. Ród Corrinów to ostatnia z trzech powieści składających się na serię Preludium Diuny.

## Fabuła
Książę Leto Atryda szykuje się do ataku na Ix w celu przywrócenia władzy rodu Verniusów na planecie. Jego konkubina – Jessica z Bene Gesserit jest w ciąży. Choć otrzymała rozkaz urodzenia córki, postanowiła sprzeciwić się swoim przełożonym i urodzić swojemu ukochanemu syna. To nieposłuszeństwo odbije się na tajnym planie wyhodowania Kwisatz Haderach.